# Benjamin Keith Davies
Benjamin ("Ben") Keith Davies (Barrow-in-Furness, 11 augustus 1995) is een Engeland voetballer die doorgaans als centrale verdediger speelt. Davies tekende in februari bij Liverpool FC, dat hem overnam van Preston North End FC voor € 1.800.000.